# Мариани, Тьерри
Тьерри Мариани (фр. Thierry Mariani, род. 8 августа 1958) — французский политик, бывший депутат от департамента Воклюз, бывший министр транспорта и депутат Национального собрания Франции от 11-го избирательного округа французских граждан, проживающих за границей, включающий страны СНГ, большинство стран Азии, Австралию и Океанию. В настоящее время — депутат Европейского парламента.
Известен своими пророссийскими взглядами и, в частности, признанием аннексии Крыма Россией, отказом от политики санкций против России, а также необходимости оказания гуманитарной помощи ДНР и ЛНР. Является ближайшим соратником Франсуа Фийона, поддерживал последнего во время его избирательной кампании на пост Президента Франции.

## Биография
Тьерри Мариани родился 8 августа 1958 года в городе Оранж, департамент Воклюз в семье итальянских иммигрантов. Окончил Свободный институт международных отношений (Institut libre d'étude des relations internationales).
С 1989 по 2005 годы — мэр города Вальреас, с 1988 по 2001 годы — член Генерального совета департамента Воклюз, в том числе с 1992 по 2001 год — его вице-президент. В 1992—1993 годах и с 2004 года по настоящее время — член Регионального совета региона Прованс-Альпы-Лазурный берег.
В 2009 — 2010 годах являлся специальным представителем Франции по Афганистану и Пакистану. С 1993 по 2010 год — депутат от департамента Воклюз, затем с ноября 2010 года — государственный секретарь по транспорту при министре экологии, устойчивого развития, транспорта и жилищных вопросов, с июня 2011 года — министр транспорта.
Отвечал за дела соотечественников за рубежом в партии RPR (Объединение в поддержку республики), а затем с 2010 года — в UMP ("Союз за народное движение"), в мае 2015 года преобразованном в партию «Республиканцы» (Les Républicains). В июне 2012 года избран депутатом по 11-му избирательному округу, представляющему французских граждан, проживающих вне Франции (Восточная Европа, Россия, Азия и Океания). Член комиссии по международным делам и вице-президент группы дружбы с Россией Национальной Ассамблеи.
Является постоянным членом французской делегации в ПАСЕ и президентом комиссии по вопросам миграции, беженцев и перемещенцев ПАСЕ.
Член французской делегации в парламентской ассамблее ОБСЕ, является также её специальным представителем по Средней Азии.
С 1995 года — президент оперного фестиваля "Les Chorégies d’Orange" (город Оранж).
С 2012 года вместе с Владимиром Якуниным является сопрезидентом неправительственной ассоциации Франко-российский диалог, провозгласившей своей целью «укрепление стратегических отношений».
Начиная с 2015 года во главе группы из ряда парламентариев и сенаторов в личном порядке посещал Крым с целью убедиться «в добровольности его присоединения к России», также встречаясь с местным населением и представителями российских властей (главой Крыма Сергеем Аксёновым и прокурором Натальей Поклонской). В 2016 году был зрителем празднования Дня военно-морского флота в Севастополе, в котором принимали участие корабли российского Черноморского флота (блокировавшего украинские военные базы на полуострове в 2014 году во время подготовки и проведения референдума). По итогам поездок Мариани заявлял о необходимости признать прошедший референдум и об отсутствии каких-либо притеснений нацменьшинств, а также постепенного улучшения уровня жизни на полуострове.
Является инициатором и автором проекта резолюции, призывающей правительство Франции требовать отмены санкций, наложенных ЕС на Россию, которая была принята Национальным собранием Франции во время голосования 28 апреля 2016 года (из 577 депутатов Национального собрания в голосовании по этому вопросу согласились принять участие только 98 человек, 55 из которых (9,7 % от депутатского корпуса) проголосовали за резолюцию, носящую рекомендательный характер)..
В 2017 году проиграл во втором туре выборы кандидату от президентской партии "Вперёд, Республика!"  Анн Женте с результатом 28 %.
В январе 2019 года вышел из партии «Республиканцы».
Посетил Крым в марте 2019 года — в дни празднования пятой годовщины аннексии Крыма Россией.
В мае 2019 года избран в Европейский парламент по списку партии Национальное объединение.

## Семья
С середины 2000-х годов женат на уроженке Екатеринбурга Ирине Шайхуллиной, получившей в 2011 году гражданство Франции. Имеет сына Тимура..

## Награды
- Орден Почёта (5 октября 2011 года, Армения) — за значительный вклад, внесённый в укрепление и развитие традиционных армяно-французских дружественных отношений, углубление и расширение межгосударственного сотрудничества между Республикой Армения и Французской Республикой[14].